# Drive By
Drive By è un singolo del gruppo musicale statunitense Train, pubblicato il 10 gennaio 2012 come primo estratto dal sesto album in studio California 37.

## Descrizione
Il brano è stato scritto da Espen Lind, Espionage e Patrick Monahan.

## Promozione
La canzone è stata utilizzata dal 18 maggio al 26 ottobre 2012 come colonna sonora degli spot Wind con Aldo, Giovanni e Giacomo e Fiorello.

## Video musicale
Il videoclip è stato pubblicato su YouTube il 15 febbraio 2012.
Il video si apre con Pat Monahan al telefono con la sua ex fidanzata che lo rimprovera, dicendo di essere stata lasciata da lui, prima di dire di dover andare a lavorare, e poi riattacca. Monahan allora va nel suo garage e sale sulla sua Pontiac Firebird del 1967, e inizia a guidare per San Francisco; a un incrocio si uniscono a lui Jimmy Stafford, alla guida di una Chevrolet Camaro gialla, e Scott Underwood, alla guida di una Ford Mustang rossa. Poi la scena si sposta a Monahan, Underwood e Scott che suonano sotto un albero, e Monahan spiega come ha conosciuto la sua ex fidanzata: lei lavorava come guida turistica in una cantina che Monahan aveva visitato. Avevano partecipato a una corsa a tre gambe, pestato l'uva e assaggiato del vino. Comunque, la loro relazione dura solo una notte, quando Monahan, dopo essersi svegliato nel letto accanto a lei, se ne va prima che si svegli anche lei.
Tornando al presente, la band arriva a una sorta di riunione di auto d'epoca. In seguito Monahan conduce l'intera fila di auto d'epoca verso la stessa cantina dove aveva incontrato la sua fidanzata. Lei è sul balcone mentre sta guidando i visitatori. Vede subito una processione di macchine fino alla cantina. Monahan li conduce davanti alla cantina in una parata intorno al parcheggio della cantina; dopo di che ferma la sua auto davanti all'entrata. Poi si alza in piedi e canta l'ultima strofa della canzone: "Oh te lo giuro, sarò qui per te, questa non è una cosa da nulla" ("Oh I swear to you, I'll be there for you, this is not a drive-by"). Quindi si riconcilia finalmente con lei. La scena finale mostra Monahan che guida insieme alla sua fidanzata, ridendo e scherzando entrambi insieme.
Il video ha ottenuto la certificazione VEVO.

## Tracce
Download digitale
1. Drive By – 3:16

CD singolo
1. Drive By – 3:25
2. To Be Loved – 3:41 (Pat Monahan, David Hodges)

## Formazione
Staff
- Patrick Monahan – compositore, produttore, voce
- Espen Lind – compositore, produttore, ingegnere, chitarra aggiuntiva, basso, tastiere, cori, e programmazione
- Amund Bjørklund – compositore, produttore, programmazione
- Butch Walker – produttore
- Mark Endert – mixaggio
- Francis Murray – ingegnere
- Jake Sinclair – ingegnere
- Jimmy Stafford – chitarra
- Scott Underwood – batteria
- Jerry Becker – tastiera
- Hector Maldonado – basso

Contributi adattati dalle note di copertina del CD singolo "Drive By".

## Classifiche
| Classifica (2012)                          | Posizione più alta |
| ------------------------------------------ | ------------------ |
| Australia (ARIA)                           | 13                 |
| Austria (Ö3 Austria Top 75)                | 5                  |
| Belgio (Fiandre)                           | 21                 |
| Belgio (Vallonia)                          | 29                 |
| Canada (Billboard Canadian Hot 100)        | 11                 |
| Corea del Sud (Circle Chart)               | 85                 |
| Croazia (Airplay Radio Chart)              | 9                  |
| Repubblica Ceca (IFPI)                     | 10                 |
| Danimarca (Tracklisten)                    | 5                  |
| Finlandia (Suomen virallinen lista)        | 3                  |
| Francia (French Singles Chart)             | 31                 |
| Germania (Media Control AG)                | 3                  |
| Irlanda (IRMA)                             | 8                  |
| Italia (FIMI)                              | 3                  |
| Lettonia (European Hit Radio)              | 2                  |
| Norvegia (VG-lista)                        | 4                  |
| Nuova Zelanda (RIANZ)                      | 3                  |
| Paesi Bassi (Dutch Top 40)                 | 4                  |
| Polonia (Polish Airplay Top 5)             | 3                  |
| Regno Unito (Official Charts Company)      | 6                  |
| Slovacchia (IFPI)                          | 5                  |
| Spagna (PROMUSICAE)                        | 2                  |
| Stati Uniti (Billboard Hot 100)            | 10                 |
| Stati Uniti (Billboard Pop Songs)          | 12                 |
| Stati Uniti (Billboard Adult Pop Songs)    | 2                  |
| Stati Uniti (Billboard Adult Contemporary) | 3                  |
| Stati Uniti (Billboard Radio Songs)        | 10                 |
| Stati Uniti (Billboard Rock Songs)         | 40                 |
| Stati Uniti (Billboard Digital Songs)      | 8                  |
| Stati Uniti (Billboard On-Demand Songs)    | 12                 |
| Svezia (Sverigetopplistan)                 | 3                  |
| Svizzera (Schweizer Hitparade)             | 1                  |
| Ungheria (Rádiós Top 40)                   | 1                  |

### Classifiche di fine anno
| Classifica (2012) | Posizione |
| ----------------- | --------- |
| Australia         | 56        |
| Austria           | 30        |
| Canada            | 15        |
| Danimarca         | 25        |
| Francia           | 111       |
| Italia            | 18        |
| Nuova Zelanda     | 15        |
| Paesi Bassi       | 32        |
| Regno Unito       | 23        |
| Spagna            | 40        |
| Stati Uniti       | 19        |
| Svezia            | 12        |
| Ungheria          | 3         |

## Pubblicazione
| Paese       | Data            | Formato           | Etichetta                    |
| ----------- | --------------- | ----------------- | ---------------------------- |
| Stati Uniti | 10 gennaio 2012 | Download digitale | Columbia Records, Sony Music |
| Germania    | 23 marzo 2012   | CD singolo        | Columbia Records, Sony Music |
| Regno Unito | 16 aprile 2012  | Download digitale | Columbia Records, Sony Music |